# Dème de Doxáto
Le dème de Doxáto (grec moderne : Δήμος Δοξάτου) est un dème situé dans la périphérie de Macédoine-Orientale-et-Thrace en Grèce. Le dème actuel est issu de la fusion en 2011, dans le cadre du programme Kallikratis, entre les dèmes de Doxáto et de Kalambáki.
Selon le recensement de 2021, la population du dème compte 12 059 habitants, tandis que la ville compte 2 468 habitants.

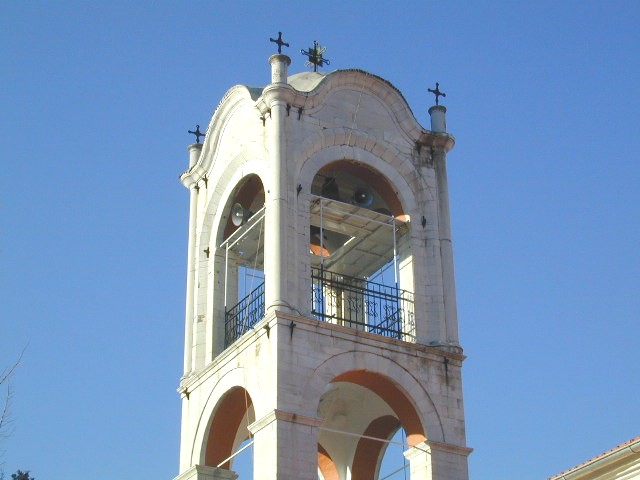
Clocher de l'église Saint-Athanase à Doxáto.